# Higashihiroshima

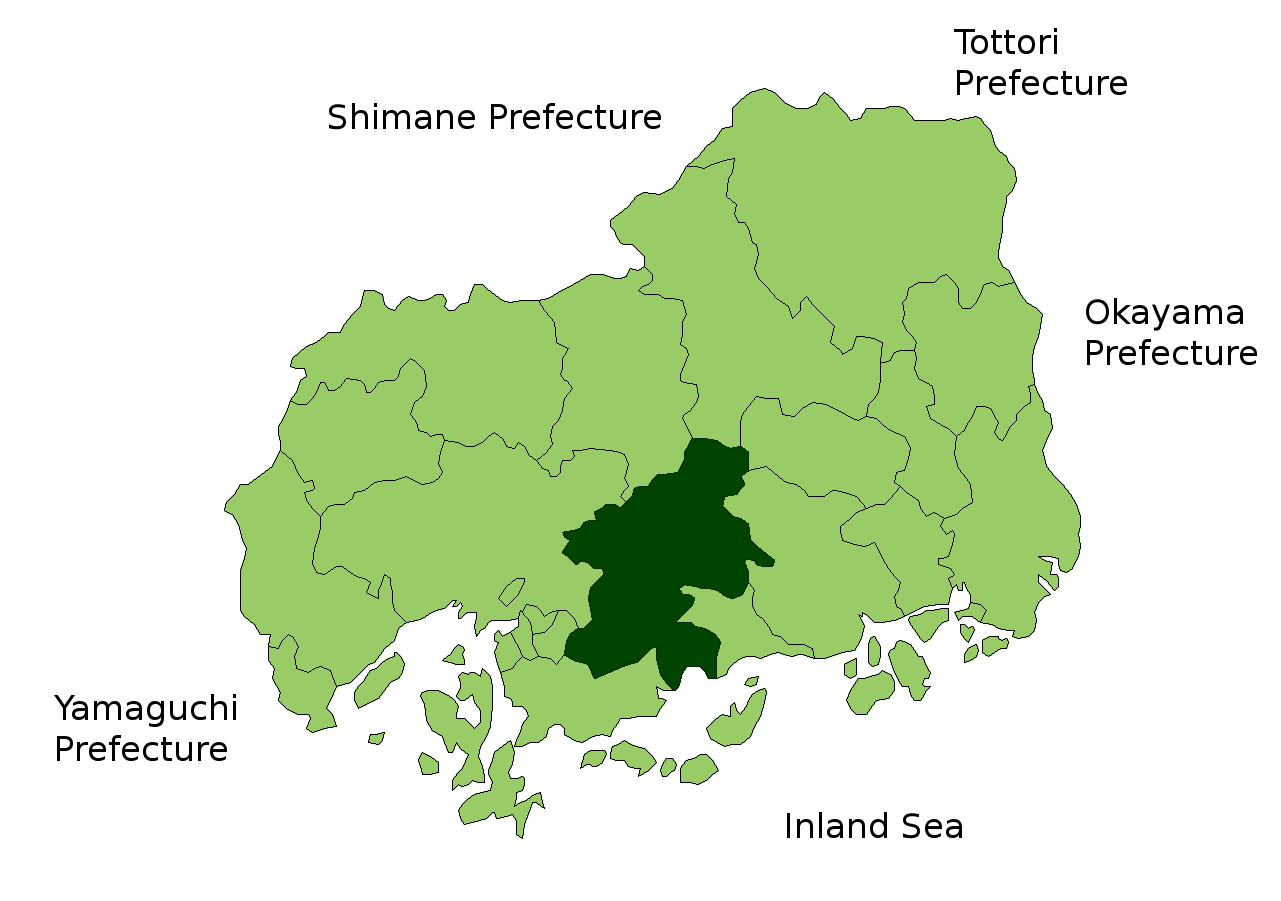

Higashihiroshima (東広島市 Higashihiroshima-shi?) este un municipiu din Japonia, prefectura Hiroshima.